# Portia Doubleday
Portia Doubleday (Los Angeles, 22 de junho de 1988) é uma atriz norte-americana, mais conhecida pela sua participação nos filmes Youth in Revolt (2009) como Sheeni Saunders, em Big Mommas: Like Father, Like Son (2011) como Jasmine Lee e atualmente como Angela Moss na série Mr. Robot.

## Biografia
Doubleday foi nascida e criada em Los Angeles, filha de Christina Hart e Frank Doubleday. Ela cresceu em uma família do show business: seus pais são ex-atores profissionais, e sua irmã mais velha, Kaitlin Doubleday, é também uma atriz. Sua mãe agora trabalha na indústria do entretenimento como uma escritora e também produz peças. Doubleday participou do Los Angeles Center for Enriched Studies, uma escola de especialização no oeste de Los Angeles.
Doubleday apareceu pela primeira vez em um comercial de biscoitos Goldfish com oito anos de idade e teve um pequeno papel no filme Legend of the Mummy (1997). Seus pais insistiram para que ela terminasse o ensino médio antes de prosseguir na carreira de atuação. Doubleday foi escalada para o episódio piloto de United States of Tara, uma série de televisão criada por Diablo Cody. Doubleday fez Kate, a filha da personagem de Toni Collette, com quinze anos de idade. No entanto, Doubleday foi substituída quando a equipe criativa da série optou por ir em uma direção diferente com a personagem. Ela apareceu no curta-metragem "18" em 2009, sobre uma menina que tem que lidar com o fim da vida de sua mãe.
Doubleday estrelou ao lado de Michael Cera na comédia teen Youth in Revolt (2009), baseado no romance de 1993. Doubleday descreveu sua personagem como "malvada" e "muito complexa" para o Los Angeles Times. Ela interpreta Sheeni Saunders, uma menina imaginativa com uma vida triste que atende Nick Twisp (Michael Cera), em férias com a família. O filme foi dirigido por Miguel Arteta e estreou em 2009 no Festival de Cinema Internacional de Toronto.
A partir de janeiro de 2010, Doubleday entrou na faculdade de psicologia. Ela se descreveu como um "moleque" para o Los Angeles Times. Doubleday jogou futebol durante doze anos. Ela está trabalhando no filme Touchback, baseado em um premiado curta-metragem, e foi contratada para viver a personagem Chris, na refilmagem do clássico do terror Carrie.
Em 2015, foi escalada para o elenco regular da série Mr. Robot, onde interpreta a personagem Angela Moss.

## Filmografia
| Ano  | Título                           | Personagem      | Notas          |
| ---- | -------------------------------- | --------------- | -------------- |
| 1997 | Legend of the Mummy              | Margaret Jovem  |                |
| 2009 | 18                               | Becky           | curta-metragem |
| 2009 | Youth in Revolt                  | Sheeni Saunders |                |
| 2010 | In Between Days                  | Lindley         | curta-metragem |
| 2010 | Almost Kings                     | Lizzie          |                |
| 2011 | Big Mommas: Like Father Like Son | Jasmine Lee     |                |
| 2012 | K-11                             | Butterfly       |                |
| 2012 | Howard Cantour                   | TBA             | curta-metragem |
| 2013 | Carrie                           | Chris Hargensen |                |
| 2014 | Her                              | Isabella        |                |
| 2015 | Um Romance Na Alta Moda          | Kate/Neith      | Filme para DVD |
| 2020 | Fantasy Island                   |                 |                |

| Year | Title        | Role    | Notes          |
| ---- | ------------ | ------- | -------------- |
| 2011 | Mr. Sunshine | Heather | Elenco regular |
| 2015 | Mr. Robot    | Angela  | Elenco regular |